# Víctor Hugo Castañeda
Víctor Hugo Castañeda Vargas (* 6. Juli 1962 in San Vicente de Tagua Tagua) ist ein ehemaliger chilenischer Fußballspieler und -trainer. Der Mittelfeldspieler absolvierte elf Länderspiele für Chile und wurde auf Vereinsebene zwei Mal chilenischer Meister.

## Karriere

### Verein
Víctor Hugo Castañeda begann seine Profikarriere 1981 beim CD Palestino. Nach seinem Wechsel zu Deportes Concepción 1987 blieb er zwei Jahre im Süden Chiles und kehrte dann zu Palestino zurück, wo er gemeinsam mit seinem jüngeren Bruder Cristián Castañeda auf dem Platz stand. Gemeinsam wechselten die Geschwister 1993 zu Universidad de Chile, wo sie die beiden Meisterschaften 1994 und 1995 gewannen. International erreichte Universidad de Chile die Halbfinals der Copa Conmebol 1994 und Copa Libertadores 1996. Víctor Hugo Castañeda beendete 1997 seine Profikarriere bei La U.

### Nationalmannschaft
Castañeda absolvierte von Juli 1996 bis Oktober 1997 für Chile unter Trainer Nelson Acosta elf Länderspiele. Neun der elf Spiele waren Qualifikationsspiele zur Weltmeisterschaft 1998, für die sich Chile als Südamerikavierter qualifizieren konnte. Dabei gilt der 1:0-Erfolg im November 1997 gegen Uruguay, bei dem er das Tor des Tages von Marcelo Salas vorbereitete, als eines seiner besten Länderspiele und ebnete den Weg für die erfolgreiche Qualifikation. Durch sein Karriereende Ende 1997 nahm er nicht mehr an der Fußball-Weltmeisterschaft 1998 teil, durfte aber als Teil der Belegschaft mitreisen.

### Trainer
Im Jahr 2002 wurde Castañeda als Trainer von Universidad de Chile verpflichtet, das er 2003 wieder verließ. Im Jahr 2005 kam der frühere Nationalspieler zu Deportes La Serena. In der Clausura 2005 erreichte das Team das Halbfinale, nachdem es im Elfmeterschießen gegen CSD Colo-Colo mit 4:1 gewonnen hatte, verlor dann aber gegen Universidad Católica.[1] In den Jahren danach konnte La Serena vorerst nicht an das gute Ergebnis anknüpfen, wurde dann aber in der Ligaphase der Clausura 2009 zweiter, der beste Platz aller Zeiten in der Geschichte des Teams.[2] La Serena erreichte das Halbfinale der Play-offs.
In den letzten Apriltagen 2011 wurde er als neuer Trainer der Universidad de Concepción verpflichtet, allerdings für weniger als ein Jahr, da er im März 2012 wegen schlechter Resultate entlassen wurde. Am 3. Mai 2012 unterschrieb er einen Vertrag als Trainer von Everton in der Primera B. Im November 2012 stieg Castañeda mit Everton in die Primera División auf. 2013 verließ er den Verein und war von 2014 bis 2015 bei 
Coquimbo Unido als Trainer tätig. Im September 2016 wurde Castañeda nach der Entlassung von Sebastián Beccacece erneut Trainer von La U, allerdings nach nur drei Monaten wieder entlassen.

## Erfolge
U de Chile
- Chilenischer Meister: 1994, 1995

## Persönliches
Víctor Hugo Castañeda spielte mit seinem jüngeren Bruder Cristián gemeinsam beim CD Palestino und Universidad de Chile sowie dem Nationalteam. Bereits Sein Vater Hugo und seine drei Onkel Víctor, Rolando and Gerardo waren professionelle Fußballspieler.